# کارل کرویتس
کارل کرویتس (به آلمانی: Karl Kreutz) (زاده ۲۰ سپتامبر ۱۹۰۹، مرگ ۲۷ ژوئیه ۱۹۹۷) یک سرهنگ آلمانی در دوره رایش سوم و از ۲۰ ژانویه ۱۹۴۵ تا ۴ فوریه ۱۹۴۵ و دوباره از ۱۳ آوریل ۱۹۴۵ تا ۸ می ۱۹۴۵ فرمانده لشکر دوم زرهی اس‌اس بود.